# Seleção Suíça de Ginástica Artística Feminina
A Equipe de Ginástica Artística Feminina representa a Suíça na FIG competições internacionais.

## História
A suíça participou nos Jogos Olímpicos de Ginástica Artística feminina nos anos de 1972 e 1984. Voltando a competir em 2012 nos Jogos Olímpicos de Verão de 2012. Em 2016 nos Jogos Olímpicos de Verão de 2016 conquistou a medalha de Bronze no Salto com a ajuda da ginasta suíça Giulia Steingruber.

## Delegação atual
- Caterina Barloggio
- Jessica Diacci
- Nicole Hitz
- Ilaria Käslin
- Laura Schulte
- Giulia Steingruber